# Cigarette Making: From Plantation to Consumer
Cigarette Making: From Plantation to Consumer è un cortometraggio muto del 1909 che documenta la lavorazione delle sigarette, dalla piantagione di tabacco fino alla distribuzione e vendita.

## Trama
Trama di Moving Picture World synopsis in (EN)  su IMDb

## Produzione
Il film fu prodotto dalla Vitagraph Company of America.

## Distribuzione
Distribuito dalla Vitagraph Company of America, il film - un cortometraggio di 190 metri - uscì nelle sale cinematografiche statunitensi il 25 maggio 1909.
Nelle proiezioni, veniva programmato con il sistema dello split reel, accorpato in un'unica bobina con un altro cortometraggio prodotto dalla Vitagraph, Old Sweethearts of Mine, a Phantasy in Smoke.